# Гремячка (Ряжский район)
Гремячка — село Ряжского района Рязанской области, входит в состав Алешинского сельского поселения.

## География
Село расположено в 17 км на восток от центра поселения села Большая Алешня и в 25 км на юго-восток от райцентра Ряжска.

## История
Деревня Гремячка упоминается в окладных книгах 1676 года в составе прихода села Турова. Отдельная церковь в честь иконы Знамения, как видно из окладных книг, была освящена 1 января 1710 года. Обветшавшую Знаменскую церковь в 1830 году велено было запечатать, но в 1838 году она была возобновлена и отправление богослужения в ней было разрешено. В 1858 году вместо деревянной на церкви и колокольне устроена железная кровля, в 1881 году вся церковь как внутри, так и снаружи была приведена в приличный вид. 
В XIX — начале XX века село входило в состав Марчуковской волости Ряжского уезда Рязанской губернии. В 1906 году в селе было 74 двора.
С 1929 года село являлось центром Гремячевского сельсовета Ряжского района Рязанского округа Московской области, с 1937 года — в составе Рязанской области, с 1957 года — в составе Туровского сельсовета, с 2005 года — в составе Алешинского сельского поселения.

## Население
| 1859 | 1906 | 2010 |
| ---- | ---- | ---- |
| 471  | ↘366 | ↘23  |